# Došenče
Došenče (nemško Töschling) je naselje v Občini Teholica v Okraju Celovec-dežela na Koroškem v Avstriji.